# Les Tourelles

animatie kaart 1814 - 2023 Echinghen

Manoir Les Tourelles (de torentjes) is een 16e-eeuws landhuis met boerderij gelegen op een landgoed in het Noord-Franse Echinghen.

## Manoir
Het manoir heeft een vierkante plattegrond, met twee torens en een aangebouwde stal en schuur, met de overige schuren wordt een omsloten geheel (clos) gevormd. De afmeting van het manoir is 9 × 8 m, het aangebouwde boerderijdeel heeft een T-vorm: de staande stijl van de T is 18 × 8 m, de dwarse stijl 20 × 6,5 m. Het terrein dat wordt omsloten door het manoir en de boerderij is 62 × 34 m, de binnenplaats is 32 × 23 m.
Op de noordoostelijke hoek van het manoir is een hoge ronde toren met een diameter van 5 meter, opgetrokken in zandsteen en voorzien van een kegelvormig dak gedekt met rode, platte pannen. Diagonaal ten opzichte van deze toren is aan de westelijke muur een kleinere toren (diameter 3,8 m), deze is aan de onderzijde lichte kegelvormig gebouwd uit zandsteen. Het bovenste deel is vijfhoekig met een uitkragend uitkijktorentje uitgevoerd in rode baksteen, het dak is gedekt met rode leien, in deze toren bevindt zich een wenteltrap waarmee de bovenverdieping wordt bereikt. Het manoir bestaat uit twee verdiepingen en een zolderruimte, het heeft aan de westzijde op elke verdieping een hoog raam met luiken. De kleine binnenplaats aan de westzijde heeft een lage ommuring met poort.

### Boerderij en bijgebouwen
Het tegen het manoir gebouwde deel van de boerderij is deels gepleisterd, alle gebouwen zijn opgetrokken uit ruw-behakte kalksteen en de daken zijn voorzien van holle-  of tuile du Nord-pannen. De toegang tot de binnenplaats aan de zuidzijde heeft een eenvoudig gesmeed poorthek.
Het geheel is meerdere malen gerestaureerd, uitgebouwd en sommige delen gesloopt en vervangen.

## Eigenaren
- 1554 is Jeanne van Senlis, de weduwe van Oudart du Biez, douairière van Hocquinghem, Eschinghem en andere landerijen die het eigendom zijn van Oudart de Foucquesolles.
- Madeleine Jeanne du Bieze (~1520 - )gehuwd (07-12-1537) met Jacques de Fouquesolle (~1510 - )
- Anne de Fouquesolle gehuwd (19-02-1635) met Charles de Runes, na het overlijden van Charles trouwde zij met Gilles de Chaumont.
- Op 17 augustus 1582, verkocht Anne de gronden en heerlijkheden van Hocquinghem en Eschinghen aan Guy d'Isque.
- Guy d'Isques gehuwd (20-10-1559) met Marguerite de Senlecque.
- Hun zoon Jean gehuwd (05-11-1592) met Marguerite Chinot.
- Antoine d’Isque, (1624-1692) gehuwd (10-11-1616) met Louise de Roussel na haar overlijden trouwde hij met Anne le Marchant, zij overleed in 1652 daarna trouwde hij (27-07-1661) met Catherine de Boidart, zij overleed 27-07-1671.
- Jean d'Isque, (06-08-1660 - 1734?) hij bleef ongehuwd. Zijn zuster Jeanne Françoise d’Isque, (06-11-1654 - ), trouwde 01-06-1675 met Jean Louis d"Isque, à Jean Louis d'Isque.
- Vanaf 1840 was Francois Lefebvre gehuwd met mme Senéca eigenaar van het landgoed
- In 1885 erfde mevrouw Prudence Lefebvre (1845 - Parijs, 10-08-1932), van haar moeder Lefebvre-Senéca, die op 23-02-1885 overleed. Er ontstond een langdurige gerechtelijk procedure omtrent een legaat dat door Prudence werd aangevochten.

## bronnen
- "Les vieux manoirs du Boulonnais, R. Rodrique, 1925
- "Les Dacquebert de la paroisse d’Audinghen", M. Dagbert, 2012
- "Mémoires de la Société des antiquaires de la Morinie", deel 3, 1935
- "Dictionnaire historique et archéologique du Pas-de-Calais", Tome 2, D. Haigneré(1882).